# لاسیتر (فیلم)
لاسیتر (به انگلیسی: Lassiter) که با نام دزد باشکوه (به انگلیسی: The Magnificent Thief) نیز شناخته می‌شود، فیلمی محصول سال ۱۹۸۴ و به کارگردانی راجر یانگ است. در این فیلم بازیگرانی همچون تام سلک، جین سیمور، لورن هاتن، باب هاسکینز، جو رگالبوتو، اد لاتر، وارن کلارک، کریستوفر مالکوم، دابلیو. مورگان شپارد، برایان کوبرن و دیوید واربک ایفای نقش کرده‌اند.